# Khemisti (Tipaza)
Pour les articles homonymes, voir Khemis.
Khemisti (anciennement Tefeschoun pendant la colonisation française), est une commune touristique et côtière de la wilaya de Tipaza en Algérie.

## Géographie

### Situation
La commune de Khemisti est située au nord-est de la wilaya de Tipaza, à environ 43 km au sud-ouest d'Alger et à environ 20 km à l'est de Tipaza.
| Mer Méditerranée | Bou Ismaïl | Bou Ismaïl |
| Bouharoun        | Khemisti   | Chaiba     |
| Bouharoun        | Attatba    | Chaiba     |

### Relief et hydrographie
Tout comme Bou Ismaïl et Fouka, Khemisti est constituée de deux plaines, une basse en bord de mer et une haute sur le plateau sahélien. Plusieurs petits cours d'eau dévalent via des ravins vers la mer.

### Localités de la commune
En 1984, la commune de Khemisti est constituée des localités et domaines suivants : Khemisti-Ville, Khemisti-Port, Sidi Belahcen, Domaines autogérés de Nedjar, Boubekeur, Fridi et domaine du Peuple.
L'agglomération chef-lieu est Khemisti Ville ; il existe deux agglomérations secondaires, Khemisti Port (ex-Chiffalo) et Othmane Tolba (ex-La Vigie).

### Toponymie
Appelée Tefeschoun depuis sa création, elle sera renommée Khemisti en 1964 en hommage à Mohamed Khemisti assassiné un an plus tôt.

## Histoire
Lors de la colonisation française, un village colonial est créé non loin du mausolée du marabout Sidi Belhacine, il sera nommé Tefeschoun. Il fera d'abord partie de la commune de Koléa, puis de celle de Castiglione et fait partie du département d'Alger. Elle devient une commune de plein exercice le 31 janvier 1898 incluant les villages de Tefeshoun, Chiffalo et Bou Haroun. Après l'indépendance, elle est intégrée à la commune de Bou Ismail jusqu'en 1984 où elle est recréée.
Le village de pêcheurs de Chiffalo est lui fondé plus tard en 1872 par des colons siciliens venus du village de Cefalu.

## Démographie
| 1902  | 1987  | 1998   | 2008   |
| ----- | ----- | ------ | ------ |
| 1 275 | 7 445 | 12 342 | 15 128 |

- Populations des différentes agglomérations en 1987 : Khemisti, 4 258 hab. ; Port-Khemisti, 3 187 hab.
- Populations des différentes agglomérations en 1998 : Khemisti, 6 711 hab. ; Port-Khemisti, 4 552 hab.[5]
- Populations des différentes agglomérations en 2008 : Khemisti, 16 508 hab. (en conurbation avec Bou Ismail)[6]

## Transports
Khemisti est traversée par la route nationale 11 qui longe la côte d'Alger à Oran ainsi que par l'autoroute Alger-Cherchell qui suit la même direction.